# BACnet
BACnet är ett standardprotokoll för kommunikation inom fastighetsautomation. Det är ett ASHRAE, ANSI och ISO standardprotokoll. Utvecklingen av protokollet startade 1987 i Nashville.